# Манассе I де Гин

Графство Гин в середине XII века
Территория графства Гин
Прочие территории Фландрского графства
Англо-Нормандская монархия
Владения графов Вермандуа
Церковные земли

Манассе I (фр. Manassès Ier de Guines; 1075/80 — 18 декабря 1137) — граф Гина. Носил второе имя Роберт в честь крёстного отца — графа Роберта Фризского.
Сын Бодуэна I де Гина (ум. до 1096) и Адель Кретьен Голландской. По словам хронистов, был высокого роста и отличался большой физической силой.
Вёл феодальную войну с Арнулем II, сеньором д’Ардр, из-за того, что тот принёс оммаж графу Фландрии за земли, по которым был вассалом Гина. Вскоре они помирились и вместе участвовали в Первом крестовом походе.
После возвращения из Святой земли при посредничестве короля Англии Вильгельма Рыжего женился на Эмме д’Арк (1080—1140), дочери Гильома, виконта д’Арк, лорда Фолькстона, вдове Неля де Мюневилля (ум. 1103). Единственный ребёнок — дочь:
- Сибилла (Роза) (1110—1137), графиня Гина, жена Генриха де Бурбура

По просьбе жены Манассе I отменил закон о запрете крестьянам носить другое оружие, кроме дубинок, и налоги, введённые графом Раулем (Рудольфом).
В 1117 году вместе с женой основал бенедиктинский женский монастырь Сен-Леонар де Гин (Saint-Léonard de Guînes).
В конце жизни тяжело заболел и в 1137 году принял монашеский постриг. В том же году умер.
Наследницей Манассе I была его внучка Беатрикс де Бурбур (1120—1146), дочь Сибиллы (Розы). Она умерла бездетной, и после её смерти графом Гина стал Арнуль Гентский как внук Бодуэна I Гинского.